# Guapo (artista)
Milton Pereira de Pinho (Cáceres, 5 de setembro de 1951), mais conhecido como Guapo, é um cantor, compositor, escritor e pesquisador brasileiro.

## Biografia e carreira
Guapo nasceu em Cáceres, no Mato Grosso em 1951. Seu pai era violeiro, um de seus tios era cantor, a avó paterna, pianista e o avô materno, cururueiro. Aos 18 anos, Guapo aprendeu a tocar violão, além começar a envolver-se com literatura, cinema e poesia.
Entre os anos de 1971 e 1984, o artista viveu em Goiânia, Rio de Janeiro e São Paulo. Em 1985, retornou à Cuiabá e ajudou a fundar o movimento Vanguarda Nativista, que propunha um novo canto para a música mato-grossense. É idealizador do tradicional festival de música popular da Baixada Cuiabana Rua do Rasqueado.
Guapo lançou cinco discos, sendo dois de músicas cantadas, dois instrumentais com a Orquestra do Estado de Mato Grosso e um do Festival Rua do Rasqueado.
O artista tem múltiplos livros publicados, incluindo um de pesquisa sobre a música mato-grossense e uma autobiografia.
Como pesquisador, aprofundou-se na formação básica da musicalidade de Mato Grosso. Além de dedicar 40 anos de sua vida para estudar a antropologia, geologia, influências e processos históricos da música mato-grossense.
Após tantos feitos e contribuições, em 2017, Guapo foi reconhecido como Mestre da Cultura Popular de Mato Grosso pelo Ministério da Cultura. Em abril de 2018, recebeu o título de Cidadão Cuiabano.

## Discografia
- Pantanal Branco e Preto (1995)[7]
- Resto de Guarânia (2000)[7]
- O Berrante Pantaneiro (com a Orquestra do Estado de Mato Grosso) (2011)[7][8]